# Васильев, Альберт Васильевич
Альберт Васильевич Васильев (08.03.1934 — 2005) — инженер-химик-технолог, специалист в области ядерного зарядостроения, лауреат Государственной премии СССР (1970).
Родился 08.03.1934, д. Старые Урмары Урмарского района Чувашской АССР.
Окончил Казанский химико-технологический институт им. С. М. Кирова с квалификацией инженер-химик-технолог (1956) и вечернее отделение № 6 Московского инженерно-физического института (ныне Снежинская государственная физико-техническая академия) по специальности «технология машиностроения» (1965).
В 1956—1989 работал в НИИ-1011 (ныне РФЯЦ — ВНИИТФ им. акад. Е. И. Забабахина). Главный технолог цеха № 200 (1966), главный технолог завода № 2 (1970), зам. начальника отдела 191 подразделения 19 (1981), зам. начальника отдела 67 НКО-6 (1988). Главный технолог государственного завода № 2 ВНИИП (ныне РФЯЦ — ВНИИТФ) (1970).
Как заместитель начальника отдела конструкторского бюро по разработке ядерных зарядов занимался вопросами повышения безопасности изделий на всех этапах их жизненного цикла. Принимал участие в испытаниях ядерного оружия на Семипалатинском полигоне (1978, 1979), в разработке и создании советских ядерных зарядов.
Государственная премия СССР 1970 года — за разработку, исследование и внедрение в производство мощного взрывчатого состава . Награждён двумя медалями.